# Космический мост
Космический мост — проект астроинженерного сооружения, неракетный способ выведения грузов на планетарную орбиту с помощью жёсткого или полужёсткого кольца, обезвешивающегося за счёт вращения вокруг земного экватора.
По сравнению с космическим лифтом у «моста» есть существенное преимущество — напряжения в конструкции на порядки меньше и вполне по силам существующим конструкционным материалам.

На начало XXI века существует несколько версий «космического моста».

## Космический мост
Это огромная эстакада, опоясывающая Землю по экватору. Часть эстакады лежит на поверхности планеты, а другая часть выступает в космос. По эстакаде происходит вывод грузов при помощи электромагнитных тележек и приём грузов из космоса. Эстакада удерживается в подвешенном состоянии за счёт внутреннего сердечника-обруча из болванок. Подробно этот проект был освещен в журнале «Техника-молодёжи» .

## Кольцо-спутник
Идея была изложена Юницким А. Э. в журнале «Техника-молодёжи» (1982 № 6, с.34-36). Схожая идея описана Полом Берчем в Journal of the British Interplanetary Society в 1982. Вдоль земного экватора строится кольцо, имеющее возможность небольшого удлинения. Внутри кольца имеются отсеки для размещения выводимого на орбиту груза и обслуживающего персонала. Но, самое главное, внутри кольца есть вакуумированный туннель, в котором движется ещё одно кольцо из сцепленных металлических болванок. Болванки могут быть подвешены в магнитном поле и током переменной частоты удерживаться в движении с заданной скоростью.
По замыслу автора кольцо работает в периодическом режиме: груз загружается в отсеки, болванки разгоняются до скорости, когда кольцо становится как бы невесомым, силовые приводы удлиняют кольцо, в результате чего оно оказывается за пределами атмосферы.
Если изменить скорость движения болванок, за счёт закона сохранения импульса движения кольцо начнёт вращаться вокруг Земли. При достижении космической скорости для данной орбиты отсеки открываются, и грузы выводятся в пространство. Забираются грузы с орбиты, и «посадка» на поверхность происходит в обратном порядке.
Недостатки:
- Самый главный недостаток, о котором поначалу забыли, это неустойчивость кольца. Простейшие расчёты показывают, что кольцо норовит упасть на поверхность планеты любой своей частью. Другая часть будет выглядывать в космос.
- Кольцо не позволяет выводить грузы куда-либо, кроме экваториальных орбит. Инерция этого огромного сооружения не позволяет его разворачивать на другие орбиты.
- Требуется огромная энергия, которую следует откуда-то подводить для разгона болванок и куда-то отводить при их торможении.

## Космический обруч
Это — развитие идеи Юницкого, частично устраняющая некоторые недостатки. Кольцо постоянной длины имеет внутри тот же вакуумированный канал, в котором движутся со сверхкосмической скоростью болванки. Кольцо, конечно же, проявляет неустойчивость, в результате чего часть его лежит на поверхности, на специальном ложе, а другая часть остаётся за пределами атмосферы. Электромагниты, расположенные на ложе, подтягивают одну часть кольца, и отталкивают другую. В результате кольцо начинает вращаться вокруг Земли, как хула-хуп вокруг талии гимнастки. При определённой скорости вращения может быть достигнута линейная скорость местной круговой орбиты.
Часть обруча, лежащая на поверхности Земли, принимает грузы, подлежащие отправке в Космос, и выгружает принятые с орбит грузы. Часть обруча, выступающая за пределы атмосферы и движущаяся с местной орбитальной скоростью, производит приём грузов с орбиты и выгрузку на орбиту.
Обруч не теряет связи с поверхностью, в результате чего есть возможность подвода энергии для внутренних нужд, для подпитки системы подвески болванок, работы систем разгона и торможения болванок.
Недостатки:
- Устройство слишком большое, его надёжность обратно пропорциональна размерам.
- Загрузка и выгрузка грузов на поверхности и в космосе происходит строго по расписанию, никакие события не могут изменить вращения кольца, а это может приводить к опасным последствиям для обслуживающего персонала и для самого сооружения.
- Обруч испытывает неоднородные нагрузки: близкая к поверхности часть требует компенсации веса, а часть, движущаяся в пространстве с близкими к орбитальным скоростями, в этом не нуждается.